# Roberto Azar
Pour les articles homonymes, voir Azar.
Roberto Azar, né le 21 mars 1966 à Lincoln, est un ancien joueur de tennis professionnel argentin.

## Palmarès

### Finale en simple messieurs
| No | Date       | Nom et lieu du tournoi                        | Catégorie | Dotation | Surface      | Vainqueur            | Score         |  |
| -- | ---------- | --------------------------------------------- | --------- | -------- | ------------ | -------------------- | ------------- |  |
| 1  | 21-08-1989 | Tournoi de tennis de Saint-Marin, Saint-Marin |           | 93 400 $ | Terre (ext.) | José Francisco Altur | 6-7, 6-4, 6-1 |  |

### Finale en double messieurs
| No | Date       | Nom et lieu du tournoi         | Catégorie | Dotation | Surface      | Vainqueurs                     | Partenaire       | Score    |  |
| -- | ---------- | ------------------------------ | --------- | -------- | ------------ | ------------------------------ | ---------------- | -------- |  |
| 1  | 06-04-1987 | Tournoi de tennis de Bari Bari |           | 89 400 $ | Terre (ext.) | Christer Allgårdh Ulf Stenlund | Marcelo Ingaramo | 6-3, 6-3 |  |